# フェイリュア
フェイリュア（英: Failure）は、アメリカのロックバンド。1990年にロサンゼルスで結成。

## 略歴
1992年にワーナー・ブラザース・レコード傘下のスラッシュ・レコードと契約。バンドはミネソタ州に向かいスティーヴ・アルビニのプロデュースでファースト・アルバム『Comfort』のレコーディングを行った。アルバムは9月にリリースされたが、バンドとアルビニはアルバムのサウンドの仕上がりに満足できず、翌1993年にスタジオに戻り、セルフプロデュースでアルバムの制作を開始した。セッションの途中でドラマーのガウスが脱退し、スコットが新ドラマーとして加入するまでエドワーズがドラムパートを担当した。1994年3月にセカンド・アルバム『マグニファイド』をリリース。プレスはアルバムの音響やバンドサウンドの進化を賞賛した。
1995年に入りバンドは次のアルバムの作業に取り掛かるが、レコーディング終了間際にワーナー側から契約満了の知らせが入る。この頃にメンバーはサイド・プロジェクトにも打ち込んでおり、アンドリュースとエドワーズはレプリカンツのメンバーとして活動しアルバムをリリースしている。スコットもセッション・ドラマーとして活動。その一方でメンバーは新しい契約先を探していたが、ワーナーが契約を更改してニュー・アルバムをリリースしたいとバンドに申し出る。1996年8月にサード・アルバム『Fantastic Planet』がリリースされた。この頃、スコットの元バンドメイトで後にクイーンズ・オブ・ザ・ストーン・エイジに加入するギタリストのトロイ・ヴァン・リューウェンが加入し、アルバムリリース後のツアーに帯同した。
1997年11月19日、バンドの解散を公式に発表。

## 解散後
アンドリュースは後にプロデューサーやレコーディング・エンジニアとして頭角を現し、ナイン・インチ・ネイルズ、ジミー・イート・ワールド、メイ、ブラック・レベル・モーターサイクル・クラブ、コープランドなど多数のアーティストの作品に参加した。その一方で自身のソロ・プロジェクトであるオンや、ロックバンド、イヤー・オブ・ザ・ラビットのフロントマンとして活動した。
エドワーズはバンド解散前からサイケ・ポップ・バンド、ラスクに参加し、1枚のアルバムをリリースした。ラスク解散後の2000年にシューゲイザー・バンド、オートラックスを結成した。また2018年以降、スマッシング・パンプキンズで活動を再開したジェームス・イハの代理としてア・パーフェクト・サークルのサポートを務めている。
スコットは1998年にカナダのインディー・ロック・バンド、ブリンカー・ザ・スターに加入、その後はヴェルーカ・ソルトやエネミーといったバンドに参加した。

## 再結成
2013年の暮れにバンドはアンドリュース、エドワーズ、スコットのトリオ編成で再結成を発表、翌2014年2月13日にロサンゼルスのエル・レイ・シアターで最初の公演を行った。5月にはライヴEP『Tree of Stars』をリリースした。
2015年6月30日、19年振りとなる4枚目のスタジオ・アルバム『ザ・ハート・イズ・ア・モンスター』を自身のFailure Recordsよりリリース（流通はイングルーヴス）。

## メンバー

### 現メンバー
- ケン・アンドリュース（Ken Andrews） - ボーカル、ギター、ベース
- グレッグ・エドワーズ（Greg Edwards） - ベース、ギター、パーカッション、ドラムス、ピアノ
- ケリー・スコット（Kellii Scott） - ドラムス、パーカッション

### 旧メンバー
- ロバート・ガウス（Robert Gauss） - ドラムス
- トロイ・ヴァン・リューウェン（Troy Van Leeuwen） - ギター

## ディスコグラフィ

### スタジオ・アルバム
- Comfort (1992年)
- 『マグニファイド』 - Magnified (1994年)
- Fantastic Planet (1996年)
- 『ザ・ハート・イズ・ア・モンスター』 - The Heart Is a Monster (2015年)
- In the Future Your Body Will Be the Furthest Thing from Your Mind (2018年)
- Wild Type Droid (2021年)

### ライブ・アルバム
- Fantastic Planet Live (2017年)
- We Are Hallucinations (2023年)

### EP
- Tree of Stars (2014年)
- In the Future (2018年)
- Your Body Will Be (2018年)
- The Furthest Thing (2018年)
- From Your Mind (2018年)

### コンピレーション・アルバム
- Golden (2004年)
- Essentials (2006年)
- 1992–1996 (2020年)